# Jacopo De Foretti
Jacopo De Foretti (Padova, 16 luglio 1783 – 25 aprile 1867) è stato un vescovo cattolico italiano.

## Biografia
Nacque a Padova il 16 luglio 1783.
Ordinato diacono il 21 dicembre 1805 e presbitero il 31 maggio 1806, il 24 gennaio 1842 fu nominato vescovo di Chioggia da papa Gregorio XVI. Ricevette la consacrazione episcopale l'8 gennaio 1843 dal vescovo di Padova Modesto Farina, coconsacranti Bernardo Antonino Squarcina, vescovo di Adria, e Giovanni Giuseppe Cappellari, vescovo di Vicenza.
Nel 1863 celebrò il sinodo diocesano.
Morì il 25 aprile 1867 all'età di 83 anni.

## Genealogia episcopale
La genealogia episcopale è:
- Cardinale Scipione Rebiba
- Cardinale Giulio Antonio Santori
- Cardinale Girolamo Bernerio, O.P.
- Arcivescovo Galeazzo Sanvitale
- Cardinale Ludovico Ludovisi
- Cardinale Luigi Caetani
- Cardinale Ulderico Carpegna
- Cardinale Paluzzo Paluzzi Altieri degli Albertoni
- Papa Benedetto XIII
- Papa Benedetto XIV
- Papa Clemente XIII
- Cardinale Marcantonio Colonna
- Cardinale Giacinto Sigismondo Gerdil, B.
- Cardinale Giulio Maria della Somaglia
- Vescovo Modesto Farina
- Vescovo Jacopo De Foretti